# 株洲师范高等专科学校
株洲师范高等专科学校是一所位于中国湖南省株洲市的高等专科大学。

## 历史
1978年，湖南省建立了“株洲教育学院”，它是株洲师范高等专科学校的前身。
1993年，经过中华人民共和国教育部的允许，学校升格为“株洲师范高等专科学校”。
2006年，经教育部批准株洲师范高等专科学校并入湖南工业大学。 
2020年，湖南省人民政府同意株洲师范高等专科学校复校，并报教育部备案。
目前株洲师专泰山路的校区，已经全部被拆除完毕。

## 学校院系
株洲师范高等专科学校曾经设有10个系，1个中心，25个专业。
- 系：中文系、外语系、人文社科系、策划与现代管理系、数学与计算机科学系、物理与电子工程系、化学化工系、音乐系、美术系、体育系
- 中心：现代教育中心
- 专业：中文教育、文秘与社区管理、英语教育、商贸英语、思想政治教育、历史教育、旅游与酒店管理、初等教育、策划与经纪、数学教育、计算机教育、计算机应用、电子商务、物理教育、应用电子技术、现代教育技术、化学教育、应用化学技术、音乐教育、音乐表演、美术教育、现代艺术设计、新闻美术与摄影、体育健康教育、社会体育

## 学校文化

### 期刊
株洲师范高等专科学校创办了《学理追问》、《思想拷问》、《义理究问》三大类丛书。

## 奖项
株洲师范高等专科学校先后荣获“全省普法依法治理先进单位”、“省级花园式单位”、 “档案管理省级先进单位”、“省卫生先进单位”、“文明单位”等荣誉奖项。